# Tipo A Kō-hyōteki
El Tipo A Kō-hyōteki (甲標的甲型) fue un submarino enano de la Armada Imperial Japonesa, clasificado en Japón como submarino de tercera clase. Los Kō-hyōteki operaron con escasa eficacia desde 1941, en los principios del frente del Pacífico durante la Segunda Guerra Mundial y en forma limitada hasta fines de 1943.

## Diseño y características técnicas
Los submarinos Kō-hyōteki (submarino muy pequeño en japonés) fueron diseñados como submarinos de ataque desechables para misiones contra unidades enemigas ancladas en puerto. Estaban diseñados para ser transportados sobre la cubierta de un submarino nodriza. Fueron construidas unas 50 unidades denominadas desde H-3 hasta H-53 desde 1940 hasta 1943.

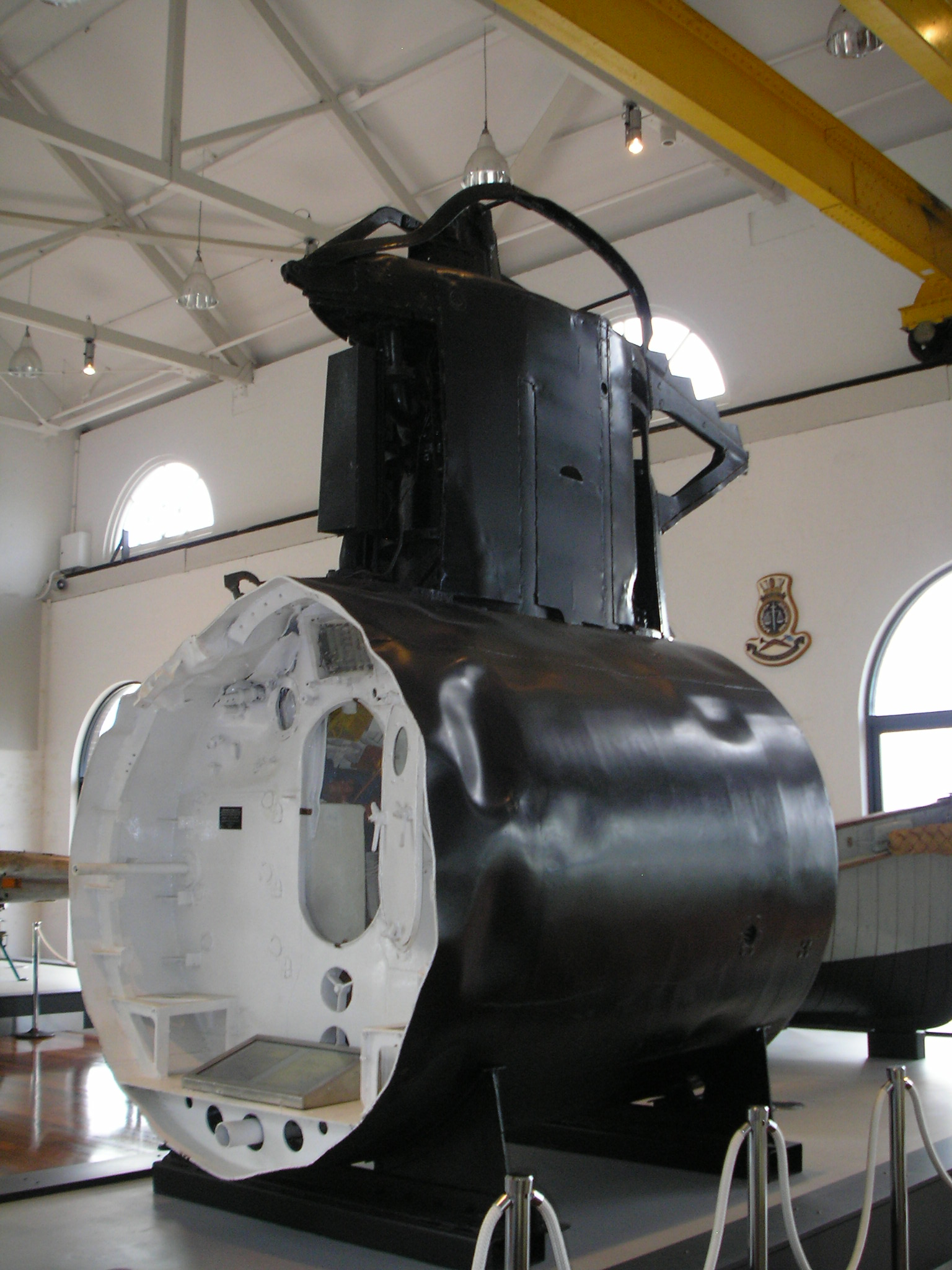
Corte radial de un submarino enano japonés.

Los Kō-hyōteki estaban propulsados por un motor eléctrico de 224 V que les proporcionaba unos 600 hp de empuje a una doble hélice dispuesta en tandém, solidaria a un solo eje, con lo cual podían alcanzar la no despreciable velocidad de 19 nudos en inmersión.
Fueron diseñados como unidades monocasco (sin casco de presión) con una forma de huso que terminaba en dos tubos lanzatorpedos de 450 mm colocados en tándem vertical, estaban equipados con torpedos Tipo 97 que eran cargados por avancarga previamente en su base.

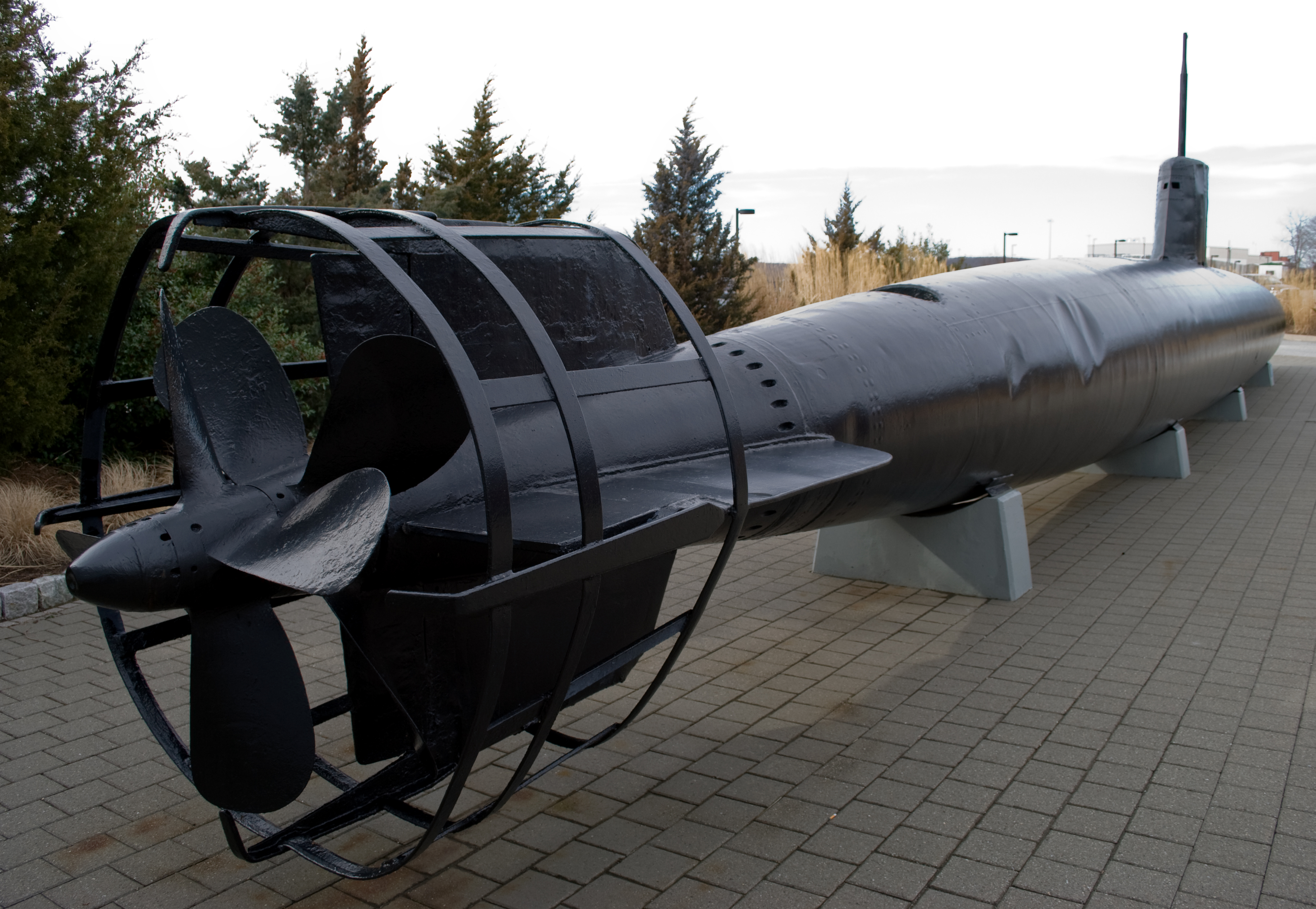
Sector popel.

La máxima profundidad de 100 m que podían alcanzar era excepcional dado el tipo de construcción del casco, pero lo usual era mantener una profundidad de 30 m.
Los Kō-hyōteki tenían además un cable que iba desde la torre de mando hasta la roda a modo de estay, con una cuchilla alargada al final que servía para cortar las redes. Las hélices estaban protegidas con un aro de pletinas de acero que impedía que estas se enredaran con cables sueltos.
Estos submarinos iban anclados a la cubierta del submarino nodriza, al llegar al sector de ataque la tripulación compuesta de dos hombres se trasladaba a ocuparlo, el submarino nodriza se sumergía, los Kō-hyōteki se soltaban de su anclaje y se dirigían a su objetivo.
Los dos tripulantes iban sentados a horcajadas, uno en el sector popel y el otro en la sección de la torre de mando.
Uno de los tripulantes operaba los tubos lanzatorpedos, además establecía la distancia y punto de lanzamiento mediante el periscopio de ataque instalado en la torre de mando, el otro tripulante operaba el motor y además una radio pequeña así como las válvulas de inmersión y tanques de balasto .
El objetivo inicial era que estos submarinos de carácter desechable realizaran su ataque, se escabulleran y, luego, la tripulación abandonara el submarino para poder ser recuperados por su submarino nodriza.
No hay antecedentes de que estos submarinos hayan operado como suicidas a modo de los Kaiten durante el conflicto.

## Historial operativo
Cinco de estas unidades entraron en acción en el ataque a Pearl Harbor, el 6 de diciembre de 1941, siendo transportadas por submarinos nodriza clase I que los acercaron a la entrada del canal de acceso. Al menos tres unidades ingresaron al interior del puerto y esperaron la hora del ataque prefijada de antemano. Uno de ellos que quedó retrasado y el que sería la quinta unidad fue sorprendido a eso de las 6:40 de la mañana del 7 de diciembre intentando ingresar detrás de una balandra de servicio, fue cañoneado y hundido por el destructor USS Ward a la entrada del canal causando la primera baja japonesa del conflicto.
Todos los Kō-hyōteki participantes fueron hundidos y/o encallados y se cree, sobre la base de una fotografía de la época, que al menos uno de ellos logró hacer un ataque con torpedos a la línea de acorazados anclados en la isla Ford.
Los Kō-hyōteki además operaron infructuosamente en el puerto de Sídney. El 31 de mayo de 1942, tres de ellos penetraron las defensas del puerto y uno de ellos torpedeó al crucero USS Chicago sin lograr dar en el blanco pero hundiendo en bajos fondos por alcance al HMAS Kuttabul, los tres submarinos fueron destruidos dentro del puerto.
El 20 de mayo de 1942, un par de Kō-hyōteki atacaron en Diego Suárez, Madagascar, dañaron al HMS Ramillies y semihundieron un petrolero, el HMS British Loyalty. Ambos submarinos y tripulación se perdieron en distintas cirscuntancias.
También operaron en Merlbourne, Papúa Nueva Guinea y en Guadalcanal donde uno de ellos fue capturado por la Armada de los Estados Unidos en 1943 cerca de Punta Tassafaronga.

## Ejemplares recuperados en la posguerra
- El submarino M-20, hundido por el USS Ward, fue encontrado en 2009 a 400 m de profundidad frente a la entrada del canal de acceso.

- Un submarino, el M-22, hundido en el interior del puerto por el USS Monaghan fue recuperado en muy malas condiciones y se usó como relleno en un muelle de cemento.

- Un submarino, el M-18, fue recuperado casi intacto en la Laguna Keehi a 600 m al interior del canal de acceso, fue restaurado y se exhibe en la Acadamia Naval de Etajima en Japón.

- Otro Kō-hyōteki, el Ha-19, fue hallado varado en las costas de Oahu, sin tripulantes, fue restaurado y se exhibe actualmente en el Museo Nacional de la Guerra del Pacífico en Pearl Harbor.

- En 2009, un equipo de exploraciones halló un submarino enano, el M-16, a la salida del canal de acceso, se cree que es el quinto que faltaba por ubicar; esta unidad estaba sin torpedos y con su escotilla abierta.

- En Sídney, se recuperaron los tres submarinos atacantes de 1942, pero en muy malas condiciones, entre todos ellos se reconstruyó uno que actualmente se exhibe en Camberra.

- En 1943, en Guadalcanal, fue capturado un submarino enano casi intacto que fue llevado a los Estados Unidos y seccionado por partes.

- Un submarino tipo Kō-hyōteki fue avistado en aguas someras de la isla Nueva Hanover en Papúa Nueva Guinea en 2006 por buzos aficionados, la escotilla estaba en posición abierta y sin sus torpedos.